# الجيش الإلكتروني
الجيوش الإلكترونية هم مجموعة من الأشخاص يعملون وفق أجندة خاصة لصالح جهات سياسية أو أمنية. يعملون عن طريق إنشاء حسابات بأسماء وهمية وإدارتها عن طريق روبوتات (Bots) لتشارك في النقاشات، ويدعمون أوسمة معينة لإيصالها إلى المراتب الأولى، ويخترقون مواقع إلكترونية (مواقع ويب) لشخصيات ومؤسسات ودول. تهدف هذه الجيوش إلى تضليل الرأي العام وتشكيله أو توجيهه وتروج للإشاعات ولبعض الأفكار والتوجهات.